# Колчиглови
Колчиглови (пол. Kołczygłowy) — село в Польщі, у гміні Колчиглови Битівського повіту Поморського воєводства.
Населення — 1234 особи (2011).
У 1975-1998 роках село належало до Слупського воєводства.

## Демографія
Демографічна структура станом на 31 березня 2011 року:
|          | Загалом | Допрацездатний вік | Працездатний вік | Постпрацездатний вік |
| -------- | ------- | ------------------ | ---------------- | -------------------- |
| Чоловіки | 600     | 132                | 425              | 43                   |
| Жінки    | 634     | 136                | 401              | 97                   |
| Разом    | 1234    | 268                | 826              | 140                  |